# بلپاسو
بلپاسو (به ایتالیایی: Belpasso) یک کومونه در ایتالیا است که در استان کاتانیا واقع شده‌است.

## خصوصیات
بلپاسو ۱۶۴٫۴ کیلومترمربع مساحت و ۲۵٬۳۰۴ نفر جمعیت دارد و ۵۵۱ متر بالاتر از سطح دریا واقع شده‌است.